# Is-a
A tudásreprezentációban, objektumorientált programozásban és tervezésben (lásd objektumorientált program architektúra ), az-egy (is_a vagy az-egy) egy  absztrakciók közötti alárendelt kapcsolat (pl típusok, osztályok ), ahol az egyik osztály, A, egy másik osztály, B, alosztálya (és így B superclass-a az A-nak). Más szavakkal, az A típus a B típus altípusa, amikor A specifikációja magában foglalja B specifikációját. Vagyis bármely olyan objektum (vagy osztály), amely megfelel az A specifikációjának, szintén megfelel a B specifikációnak, mert B specifikációja gyengébb.
Az az-egy kapcsolat ellentétben áll a van-egy ( has_a vagy a ) kapcsolattal a típusok (osztályok) között; összekeverni  a van-egy és az-egy kapcsolatokat gyakori hiba, amikor modellt szerkesztünk (pl számítógépes program ) az objektum és az alárendelt valós kapcsolatáról. Az az-egy viszony ellentétben állhat az objektumok (példányok) és a típusok (osztályok) közötti instance-of kapcsolattal is: lásd " típus-token megkülönböztetés " és " típus-token kapcsolatok ".
Összegezve a kapcsolatokat, van
- hiperonim - hyponym ( szupertípus – altípus) kapcsolatok a típusok (osztályok) között, meghatározva egy taxonómiai hierarchiát, ahol 
  - szubupupciós viszony esetén: a hiponím (altípus, alosztály) type-of ( az-egy ) összefüggésben van hiperonimájával (szupertípus, szuperosztály);
- holonym - meronym (teljes / entitás / konténer-rész / alkotóelem / tag) típusok (osztályok) közötti kapcsolatok, amelyek egy birtokló hierarchiát határoznak meg, ahol 
  - összesítő (vagyis tulajdonjog nélküli) kapcsolat esetén: 
    - egy (teljes) holonymnak van-egy kapcsolata van a meronimával (részleges),

  - összetétel (azaz tulajdonosi) kapcsolat esetén: 
    - egy meronima (alkotóelem) part-of  kapcsolata vana a holonimjával (entitásával),

  - az elszigetelés [3] kapcsolatához: 
    - egy meronym (tag) van egy member-of kapcsolata van a holonimjával ( konténer );
- concept-object (típus-token) kapcsolat van a típusok (osztályok) és az objektumok (példányok) között, ha 
  - egy tokennek (objektumnak) egy instance-of  kapcsolata van a típusával (osztályával).

## Példák az altípusokra
A subtyping lehetővé teszi, hogy egy adott típust váltson egy másik típus vagy absztrakció. A subtyping létrehoz egy az-egy kapcsolatot az  altípus és néhány meglévő absztrakció között, vagy explicit vagy implicit módon,nyelvi támogatástól függően.A kapcsolatot ki lehet fejezni örökléssel, azon nyelvek esetén, amik támogatják azt, mint subtyping mechanism.

### C ++
Az alábbi C ++ kód létrehoz egy  kifejezett öröklés kapcsolatot  a B és A osztályok között, amelyben B jelentése egyaránt egy alosztálya, és egy altípusa A-nak, és fel lehet használni, mint egy A-t, ahol egy B van megadva (egy referenciával, egy mutatóval vagy objectként ). 
```
class
 
A

{
 
public
:

   
void
 
DoSomethingALike
()
 
const
 
{}

};

class
 
B
 
:
 
public
 
A

{
 
public
:

   
void
 
DoSomethingBLike
()
 
const
 
{}

};

void
 
UseAnA
(
A
 
const
&
 
some_A
)

{

   
some_A
.
DoSomethingALike
();

}

void
 
SomeFunc
()

{

   
B
 
b
;

   
UseAnA
(
b
);
 
// b can be substituted for an A.

}

```

### Python
A következő python kódot hoz létre explicit öröklés közötti kapcsolat osztályok B és A B ahol egyszerre alosztály és altípusa A és fel lehet használni, mint egy A ahol a B van szükség. 
```
class
 
A
:

    
def
 
do_something_a_like
(
self
):

        
pass

class
 
B
(
A
):

    
def
 
do_something_b_like
(
self
):

        
pass

def
 
use_an_a
(
some_a
):

    
some_a
.
do_something_a_like
()

def
 
some_func
():

    
b
 
=
 
B
()

    
use_an_a
(
b
)
  
# b can be substituted for an A.

```

 A következő példa szerint a type(a) "normál", és az type(type(a)) egy metatípus. Míg eloszlatva az összes típusnak azonos metatípusa van ( PyType_Type, amely szintén a saját metatípusa), ez nem követelmény. A klasszikus osztályok típusa, az úgynevezett types. ClassType különálló metatípusnak is tekinthető. 
```
>>> 
a
 
=
 
0

>>> 
type
(
a
)

<type 'int'>

>>> 
type
(
type
(
a
))

<type 'type'>

>>> 
type
(
type
(
type
(
a
)))

<type 'type'>

>>> 
type
(
type
(
type
(
type
(
a
))))

<type 'type'>

```

### Java
Java-ban az az-egy kapcsolat egy osztály vagy interfész típusparamétereinek és egy másik típusparamétereinek kapcsolatát a kiterjesztések és az implementációs záradékok határozzák meg.

A Gyűjtemény osztályok használatával az ArrayList <E> megvalósítja az List<E>-t , és az <E> Lista kiterjeszti a Collection<E>-t . Tehát az ArrayList <String> a <String> lista altípusa, amely a Collection<String> altípusa. Az altípus-kapcsolat automatikusan megmarad a típusok között. Amikor meghatározunk egy interfészt, a PayloadList-t, amely egyesíti a P típusú általános opcionális értéket az egyes elemekkel, akkor annak deklarálása a következőképpen nézhet ki: 
```
interface
 
PayloadList
<
E
,
 
P
>
 
extends
 
List
<
E
>
 
{

    
void
 
setPayload
(
int
 
index
,
 
P
 
val
);

    
...

}

```

 A PayloadList következő paraméterei a List<String> altípusai: 
```
PayloadList
<
String
,
 
String
>

PayloadList
<
String
,
 
Integer
>

PayloadList
<
String
,
 
Exception
>

```

## Liskov-helyettesítési elv
A Liskov-helyettesítési elv magyarázatot ad egy tulajdonságra: "Ha minden S típusú o1 objektumhoz van egy T típusú  o2 objektum, oly módon, hogy a T-vel definiált valamennyi P programnál P viselkedése nem változik, ha o1 helyett o2 van, akkor S "a T altípusa" . A következő példa az LSP megsértését mutatja. 
```
void
 
DrawShape
(
const
 
Shape
&
 
s
)

{

  
if
 
(
typeid
(
s
)
 
==
 
typeid
(
Square
))

    
DrawSquare
(
static_cast
<
Square
&>
(
s
));

  
else
 
if
 
(
typeid
(
s
)
 
==
 
typeid
(
Circle
))

    
DrawCircle
(
static_cast
<
Circle
&>
(
s
));

}

```

 Nyilvánvaló, hogy a DrawShape funkció rosszul formázva van. A Shape osztály minden derivatív osztályáról tudnia kell. Ezenkívül meg kell változtatni, amikor a Shape új alosztálya jön létre. Objektumorientált tervezésben ezt a struktúrát tekintjük anatémának.

Íme egy finomabb példa az LSP megsértésére: 
```
class
 
Rectangle

{

  
public
:

    
void
   
SetWidth
(
double
 
w
)
  
{
 
itsWidth
 
=
 
w
;
 
}

    
void
   
SetHeight
(
double
 
h
)
 
{
 
itsHeight
 
=
 
h
;
 
}

    
double
 
GetHeight
()
 
const
   
{
 
return
 
itsHeight
;
 
}

    
double
 
GetWidth
()
 
const
    
{
 
return
 
itsWidth
;
 
}

  
private
:

    
double
 
itsWidth
;

    
double
 
itsHeight
;

};

```

 Ez jól működik, de a négyzet osztálynál, amely a Téglalap osztályt örököli, megsérti az LSP-t, annak ellenére, hogy fennáll az az-egy kapcsolat a Téglalap és a Négyzet között. Mert a négyzet téglalap alakú. A következő példa felülírja a probléma megoldásához két funkciót, a Setwidth és a SetHeight funkciókat. A kód javítása azonban azt jelenti, hogy a tervezés hibás. 
```
public
 
class
 
Square
 
:
 
Rectangle

{

  
public
:

    
virtual
 
void
 
SetWidth
(
double
 
w
);

    
virtual
 
void
 
SetHeight
(
double
 
h
);

};

void
 
Square::SetWidth
(
double
 
w
)

{

    
Rectangle
::
SetWidth
(
w
);

    
Rectangle
::
SetHeight
(
w
);

}

void
 
Square::SetHeight
(
double
 
h
)

{

    
Rectangle
::
SetHeight
(
h
);

    
Rectangle
::
SetWidth
(
h
);

}

```

 A következő példa szerint a g függvény csak a téglalap osztályra működik, de a négyzetre nem, és így megsértették a nyitott-zárt alapelvet. 
```
void
 
g
(
Rectangle
&
 
r
)

{

  
r
.
SetWidth
(
5
);

  
r
.
SetHeight
(
4
);

  
assert
(
r
.
GetWidth
()
 
*
 
r
.
GetHeight
())
 
==
 
20
);

}

```